# Isolde Schaad
Isolde Schaad (Sciaffusa, 9 ottobre 1944) è una giornalista e scrittrice svizzera.

## Biografia
Isolde Schaad, nata nel 1944 a Schaffhausen, figlia del pittore Werner Schaad, è una delle note autrici svizzere della generazione del 68. Studiò storia dell’arte, etnologia e comunicazione alle Università di Zurigo e Cambridge.
Schaad ha lavorato come redattrice culturale nel settimanale Die Weltwoche, fino a che nel 1974 lascia il periodico per lavorare da libera professionista. Dopo viaggi di studio in Europa e nel centro Occidente, in Africa e negli USA, nel 1982 si è stabilita come scrittrice e pubblicista freelance a Zurigo. I suoi testi di giornale erano destinati principalmente al Wochenzeitung (WOZ).
Isolde Schaad è particolarmente impegnata nella riflessione e critica sociale, applicata ad ambienti vicini e lontani. Nel 1984 è apparsa nell’opera prima Knowhow am Kilimandscharo. Nel 1997 il libro Mein Text so blau è stato eletto libro dell’anno dall’istituzione Schweizerischen Schillerstiftung. Il suo ultimo romanzo Robinson und Julia (2010) tratta dei vecchi e nuovi ruoli di genere.
L’archivio di Isolde Schaad si trova nell’archivio letterario svizzero a Berna.

## Premi
- 1991 Zürcher Journalistenpreis
- 1997 "Buch des Jahres" del Schweizerischen Schillerstiftung (per il libro Mein Text so blau)
- 2002 Schillerpreis der Zürcher Kantonalbank
- 2014 Goldene Ehrennadel des Kantons Zürich

## Opere
Schaad ha pubblicato numerose colonne, saggi e critiche. Sotto forma di libro si trovano i seguenti lavori:
- Werner Schaad oder Wie ein Kunstmaler sich in der Provinz einrichtet (con Tina Grütter, Klaus Unger). Meili, Schaffhausen 1980
- Know-how am Kilimandscharo. Verkehrsformen und Stammesverhalten von Schweizern in Ostafrika. Eine Lektüre. Limmat, Zurigo 1984, ISBN 3-85791-086-0
- Die Zürcher Constipation. Texte aus der extremen Mitte des Wohlstands. Limmat, Zurigo 1986, ISBN 3-85791-115-8
- KüsschenTschüss. Sprachbilder und Geschichten zur öffentlichen Psychohygiene. Limmat, Zurigo 1989, ISBN 3-85791-144-1
- Body und Sofa. Liebesgeschichten aus der Kaufkraftklasse. Limmat, Zurigo 1994, ISBN 3-85791-220-0
- Grüezi, Salü, Ciao. Vontobelstiftung, Zurigo 1997
- Mein Text so blau. Der Sound der Literatur. Essays, Stories und Dramen vom Tatort. Limmat, Zurigo 1997, ISBN 3-85791-282-0
- Keiner wars. Romanzo. Limmat, Zurigo 2001, ISBN 3-85791-367-3
- Vom Einen. Literatur und Geschlecht. Elf Porträts aus der Gefahrenzone. Limmat, Zurigo 2004, ISBN 3-85791-465-3
- Diesseits von Gut und Böse. Racconto illustrato di Gerda Tobler. Edition Howeg, Zurigo 2004, ISBN 3-85736-236-7
- Robinson und Julia. …und kein Liebestod. Romanzo. Limmat, Zurigo 2010, ISBN 978-3-85791-600-7
- Am Äquator. Die Ausweitung der Gürtellinie in unerforschte Gebiete. Racconti. Limmat, Zurigo 2014, ISBN 978-3-85791-730-1[1]

### Editoria
- Rotstrumpf. Das Buch für Mädchen. Almanacco (con Hedi Wyss). Benziger, Zurigo (anche: Otto Maier, Ravensburg).
  - Volume 1: 1975, ISBN 3-545-33058-3.
  - Volume 2: Ich bin anders als Du. 1977, ISBN 3-545-33067-2.
  - Volume 3: Die Welt, die uns umgibt. 1979, ISBN 3-545-33083-4.
  - Volume 4: Glück ist, keine Angst zu haben. 1981, ISBN 3-545-33092-3.
  - Volume 5: Mut ist, auch mal nein zu sagen. 1983, ISBN 3-545-33105-9.
  - Volume 6: Ich hab' doch einen Traum: Lebensentwürfe für heute und morgen 1985. ISBN 3-545-33132-6.

### Rappresentazioni teatrali
- Jeder für sich, UA: Zurigo/Sciaffusa 1992
- Auroras Nachlass, UA: St.Gallen 1994
- Brauchen wir noch eine Demokratie? 3 Sketches, UA: Schauspielhaus di Zurigo 1998
- Grinsen hinter dem Bürotisch, UA: Zurigo 1999
- Georg kommt in den Himmel. Eine Lektion zur ganz normalen Ausschaffungspraxis, UA: Zurigo 2001

### TV/Film/Video
- Denkerinnen. Documentario, Südwestfunk 1992
- Hanny Fries. Video, Südwestfunk 1999